# مسيحية يوحناوية

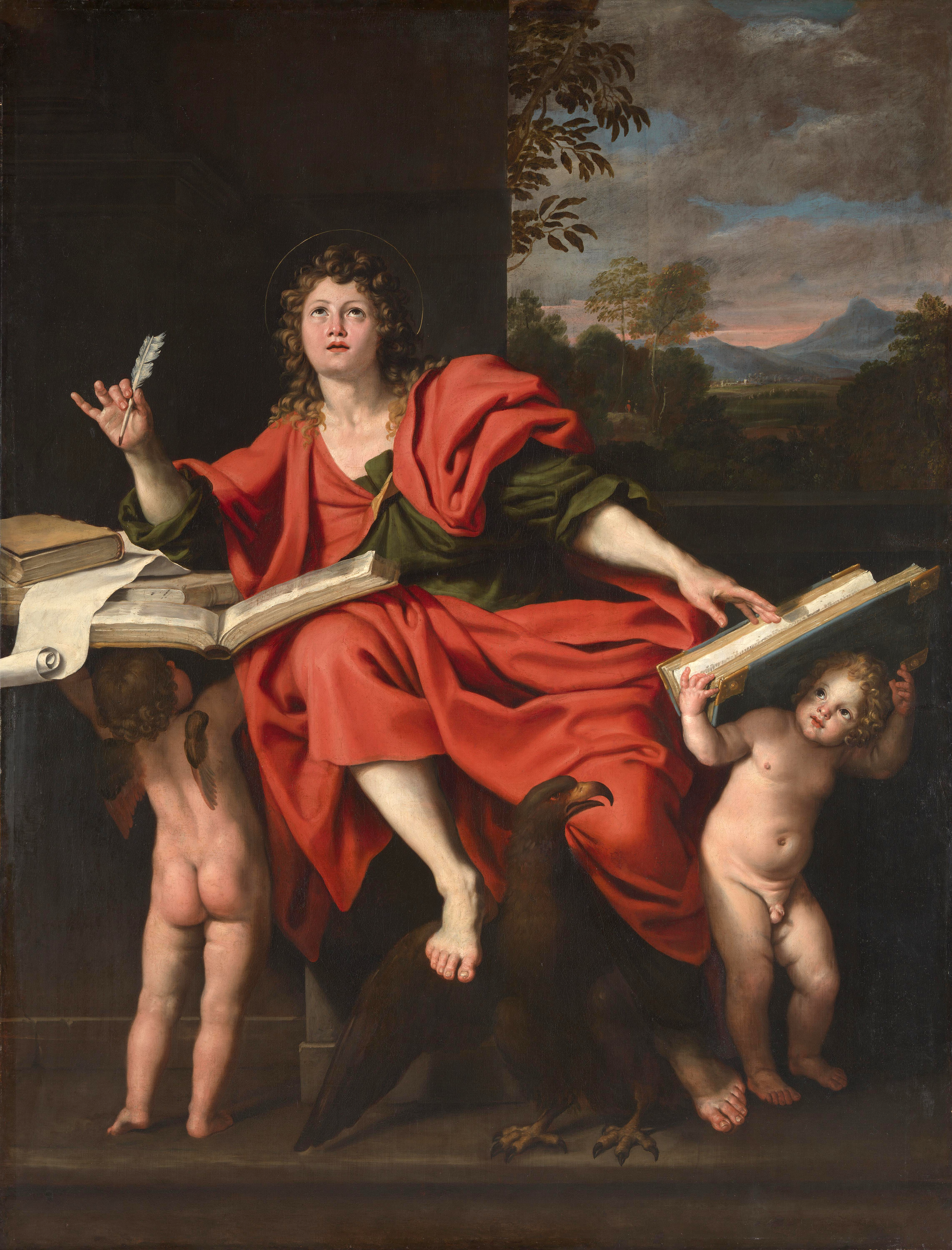

المسيحية اليوحناوية تشير إلى جماعة مسيحية قديمة ذات وجود غير مؤكد، والتي ركزت بشكل كبير على تعاليم يسوع، لا سيما كما تم الكشف عنها من خلال إنجيل يوحنا.
بدأ هؤلاء المؤمنون كمجتمع من أتباع يسوع الأوائل الذين «عرّفوا أنفسهم بشكل صارخ إلى حد ما ضد البيئة اليهودية التي نشأوا فيها، فقد زرعوا تكريساً شديداً ليسوع كإعلان نهائي عن إرادة الله الخلاصية. لقد فهموا أنفسهم على أنهم على اتصال حميم به ومع بعضهم البعض، تحت إشراف الفارقليط. كانوا مدركين لعلاقتهم بالمؤمنين الآخرين الذين يأملون أن يكونوا في اتحاد معهم في نهاية المطاف. وُجدت تقواهم تعبيراً مميزاً في مجموعة أدبية عاكسة استكشفت طرقاً جديدة للتعبير عن الإيمان بيسوع». (أتريدج 2006، صفحة 125)
«تضمنت حياتهم المشتركة أعمالًا طقسية معروفة لأتباع يسوع الآخرين، لكنهم أصروا على القيمة الروحية الفريدة لتلك الطقوس. أدت النزاعات في النهاية إلى تقسيم المجتمع. بحلول منتصف القرن الثاني، حقق بعض ممثلي تقليد يوحنا دوراً محترمًا في» الكنيسة العظيمة«الناشئة، وهي شبكة مترابطة من المؤمنين في جميع أنحاء البحر الأبيض المتوسط التي قدمت الدعم المتبادل والزمالة تحت قيادة السلطات الأسقفية الناشئة. تركت جماعة يوحنا في القرن الأول الكنيسة العالمية مجموعتها الأدبية المميزة وتقديرها ليسوع، والتي أصبحت تهيمن على تطور الأرثوذكسية المسيحية اللاحقة. وقد أثر ممثلو يوحنا المسيحيون الآخرون، الذين رعوا خيوطاً بديلة من التقاليد، على حركات مختلفة في القرن الثاني، تميزت بخصومها والكثير من المنح الدراسية الحديثة بأنها غنوصية». (أتريدج 2006، صفحة 125)